# Austria en los Juegos Paralímpicos de Geilo 1980
Austria estuvo representada en los Juegos Paralímpicos de Geilo 1980 por un total de 34 deportistas, 27 hombres y siete mujeres.

## Medallistas
El equipo paralímpico austríaco obtuvo las siguientes medallas:
| Nombre                                                  | Deporte        | Evento                       |
| ------------------------------------------------------- | -------------- | ---------------------------- |
| Oro                                                     |                |                              |
| Brigitte Madlener                                       | Esquí alpino   | Eslalon gigante 3B femenino  |
| Peter Perner                                            | Esquí alpino   | Eslalon 1A masculino         |
| Peter Perner                                            | Esquí alpino   | Eslalon gigante 1A masculino |
| Josef Meusburger                                        | Esquí alpino   | Eslalon 2A masculino         |
| Gerhard Langer                                          | Esquí alpino   | Eslalon 2B masculino         |
| Markus Ramsauer                                         | Esquí alpino   | Eslalon gigante 2A masculino |
| Plata                                                   |                |                              |
| Christine Winkler                                       | Esquí alpino   | Eslalon 1A femenino          |
| Christine Winkler                                       | Esquí alpino   | Eslalon gigante 1A femenino  |
| Heidi Jauk                                              | Esquí alpino   | Eslalon 2A femenino          |
| Brigitte Madlener                                       | Esquí alpino   | Eslalon 3B femenino          |
| Markus Ramsauer                                         | Esquí alpino   | Eslalon 2A masculino         |
| Anton Berger                                            | Esquí alpino   | Eslalon 2B masculino         |
| Hubert Griessmaier                                      | Esquí alpino   | Eslalon 3A masculino         |
| Josef Meusburger                                        | Esquí alpino   | Eslalon gigante 2A masculino |
| Gerhard Langer                                          | Esquí alpino   | Eslalon gigante 2B masculino |
| Bruno Geuze Horst Morokutti Franz Perner Josef Scheiber | Esquí de fondo | 4 × 5 km 3A-3B masculino     |
| Bronce                                                  |                |                              |
| Ursula Steiger                                          | Esquí alpino   | Eslalon 1A femenino          |
| Brigitte Rajchl                                         | Esquí alpino   | Eslalon gigante 1A femenino  |
| Anton Ledermaier                                        | Esquí alpino   | Eslalon 2B masculino         |
| Dietmar Schweninger                                     | Esquí alpino   | Eslalon 3A masculino         |
| Franz Meister                                           | Esquí alpino   | Eslalon gigante 1A masculino |
| Anton Berger                                            | Esquí alpino   | Eslalon gigante 2B masculino |